# Farcis
Pour les articles homonymes, voir Farce.
Les farcis (ou petits farcis des cuisines niçoises, cuisines provençales, cuisines de la Provence méditerranéenne, et cuisines occitanes) sont une spécialité culinaire traditionnelle des cuisines méditerranéennes et régimes méditerranéens, à base de légumes méditerranéens et de farce.

## Préparation

### Légumes
Les légumes farcis de la cuisine méditerranéenne sont généralement réalisés à base d'une multiple variante de légumes du bassin méditerranéen : tomates, poivrons, courgettes, aubergines, choux, potirons, fenouil, artichauts, pomme de terre, oignons, évidés et fourrés d'une farce composée des légumes évidés hachés, viande, ou chair à saucisse (ou poisson), mie de pain durcie, bouillie dans du lait, huile d'olive, herbes et aromates, éventuellement olives, chapelure ou parmesan, et cuits au four.

Quelques exemples
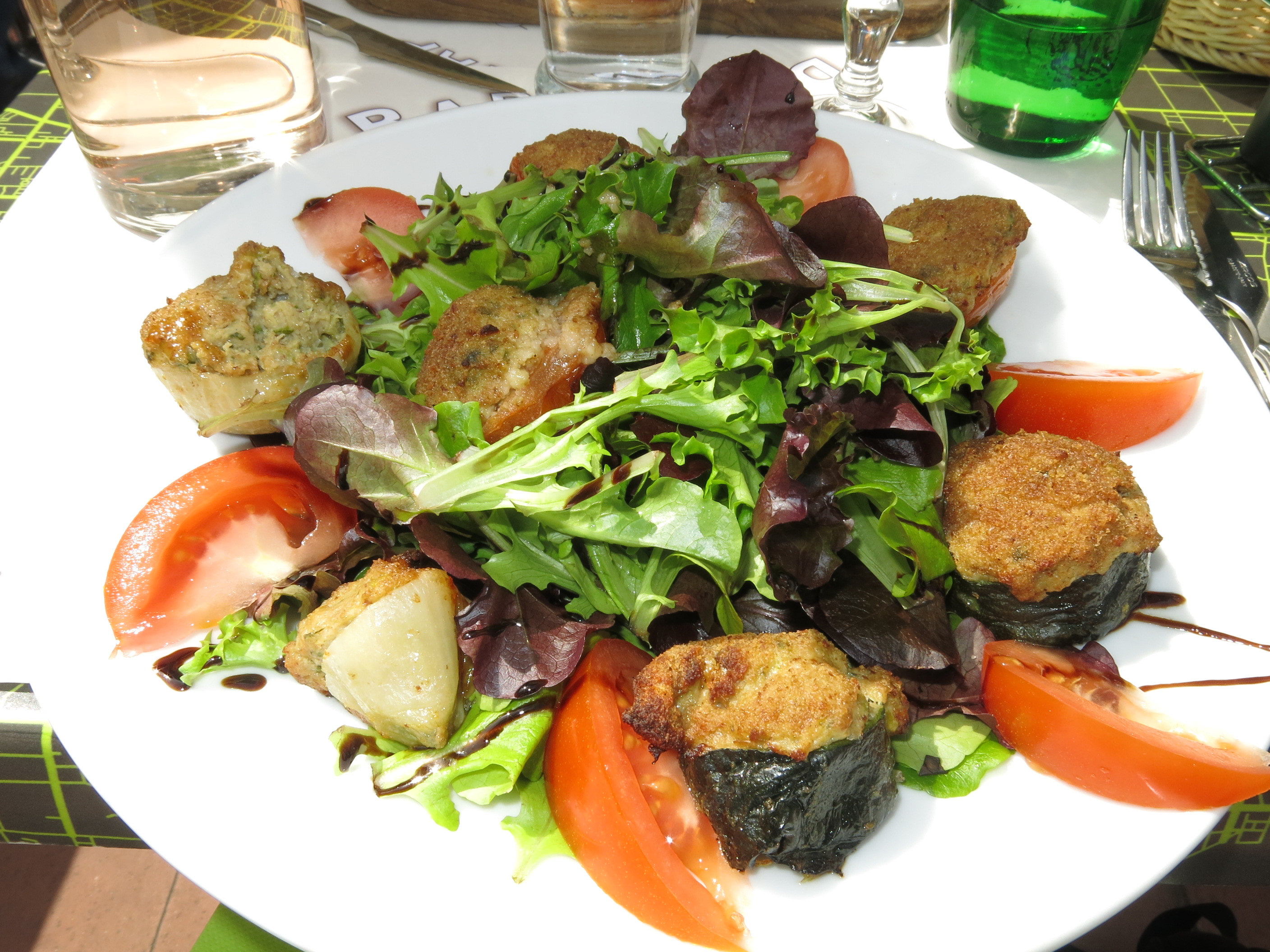
Petits farcis niçois (cuisine niçoise).
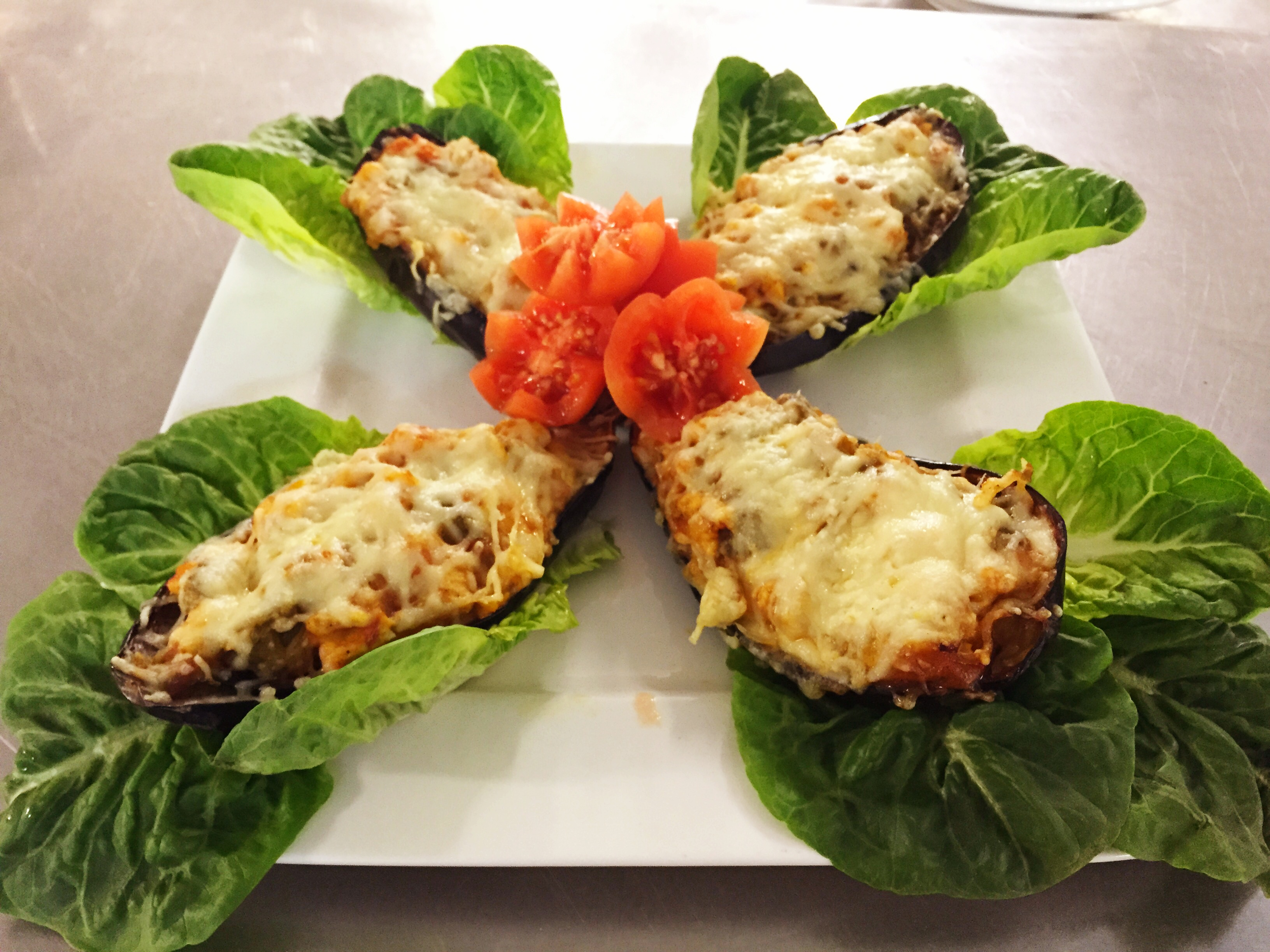
Aubergines gratinées.
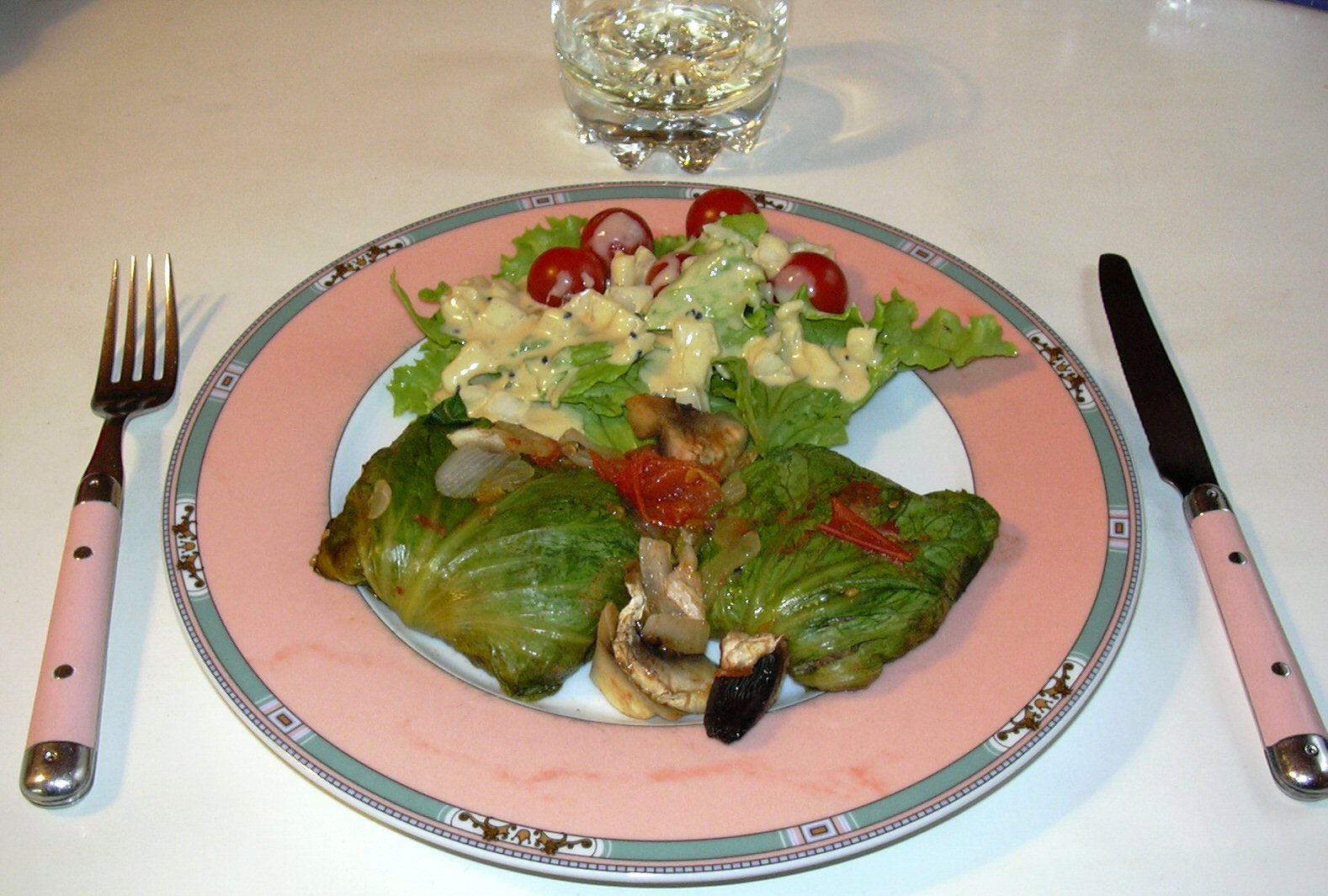
Chou farci.

Les farcis sont consommés aussi bien chauds que froids. La mie de pain peut être remplacée par du riz cuit.

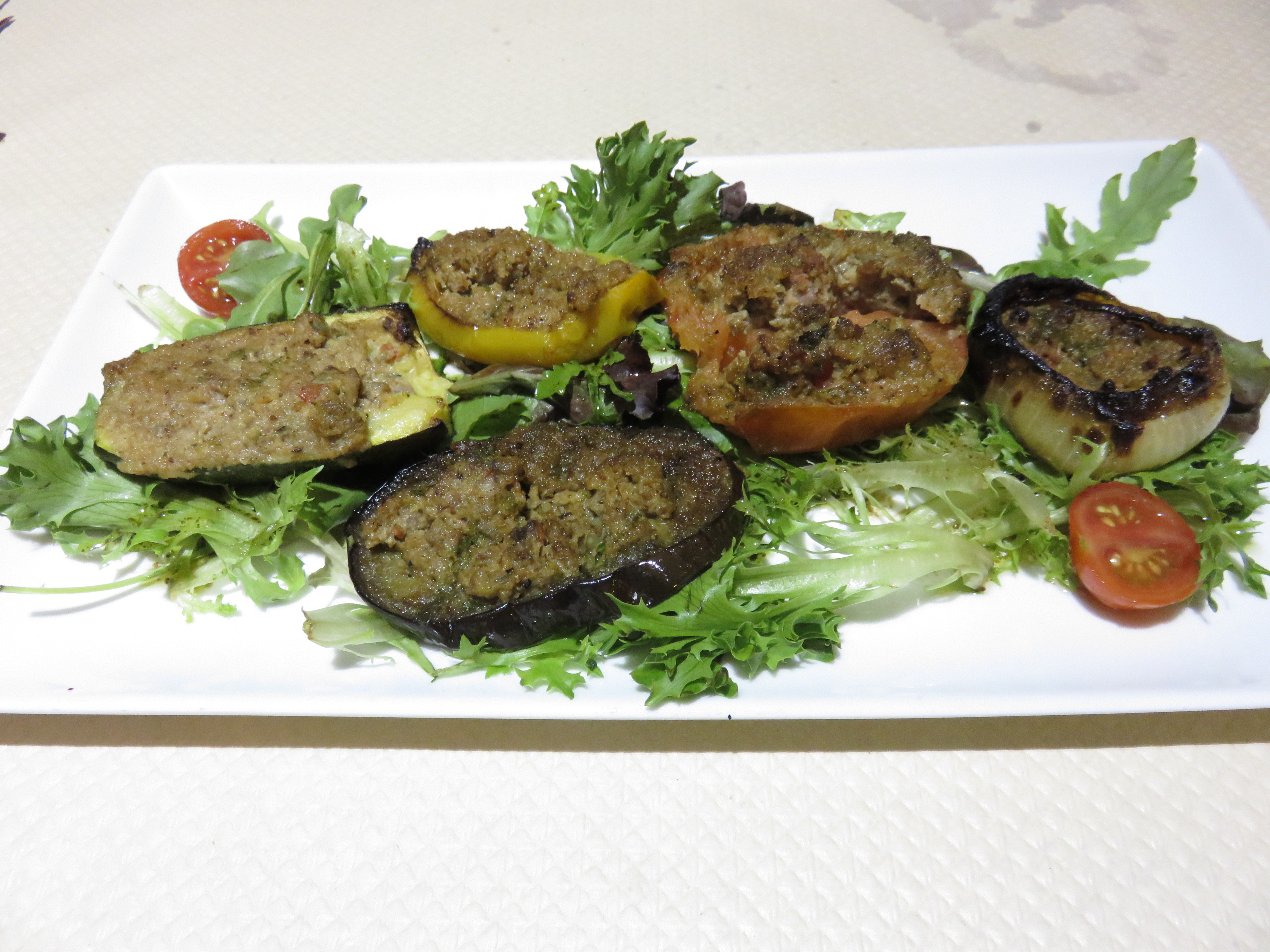
Petits farcis niçois.
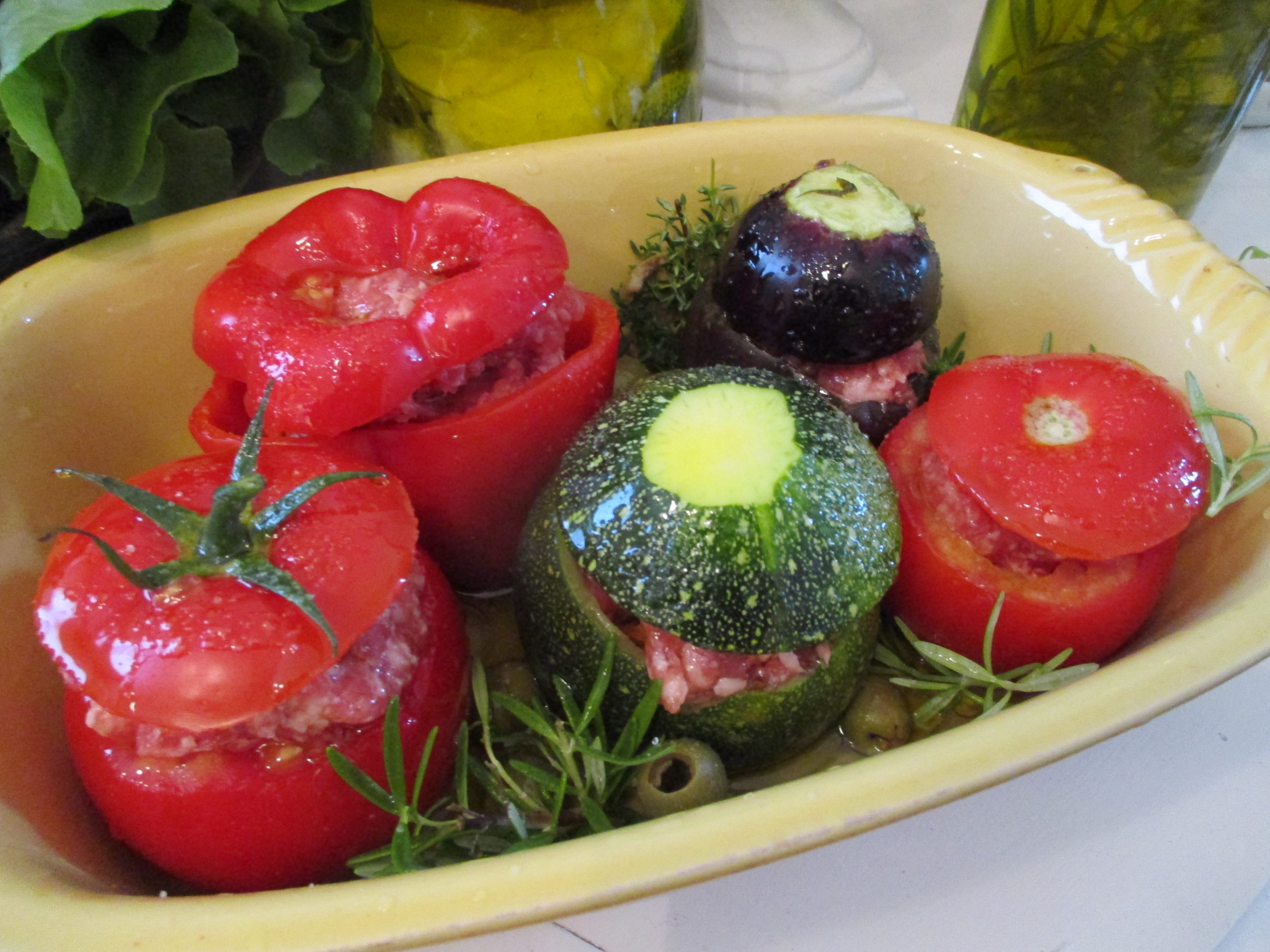
Aubergine, poivron, tomate, courgette.
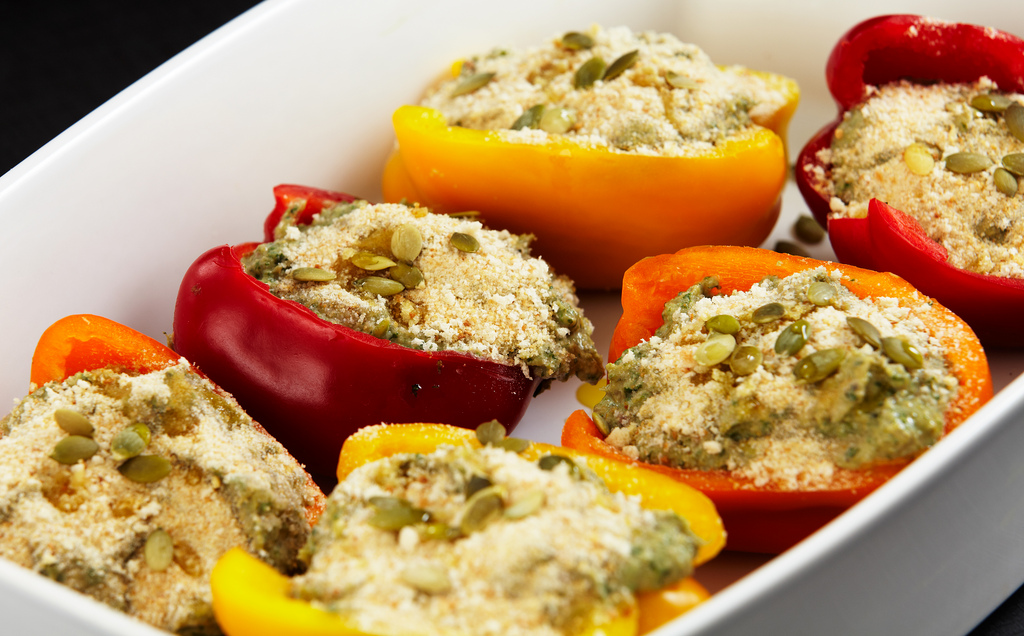
Poivrons.
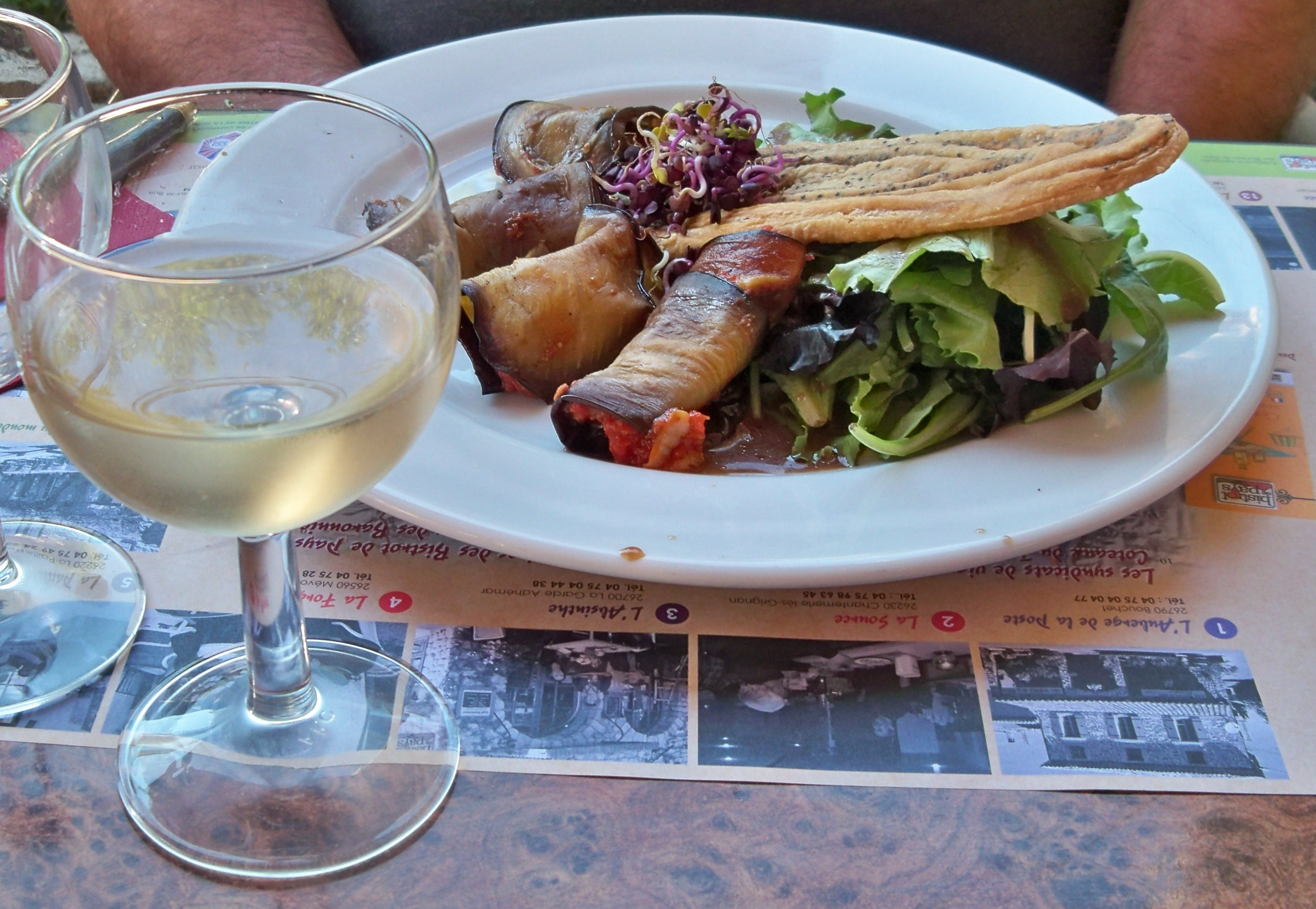
Roulé d'aubergine et caviar d'aubergine.
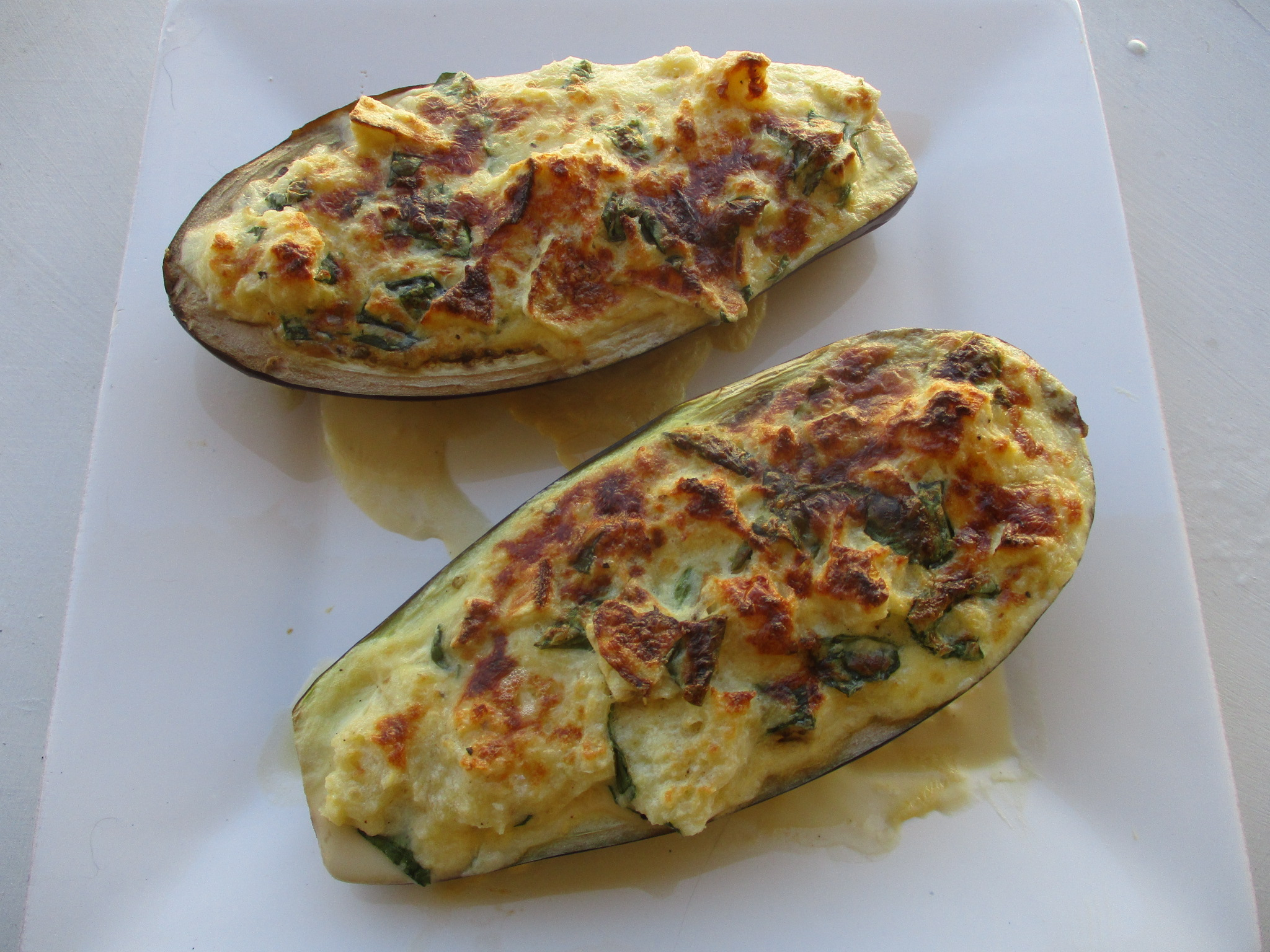
Aubergines à la bonifacienne (Corse).
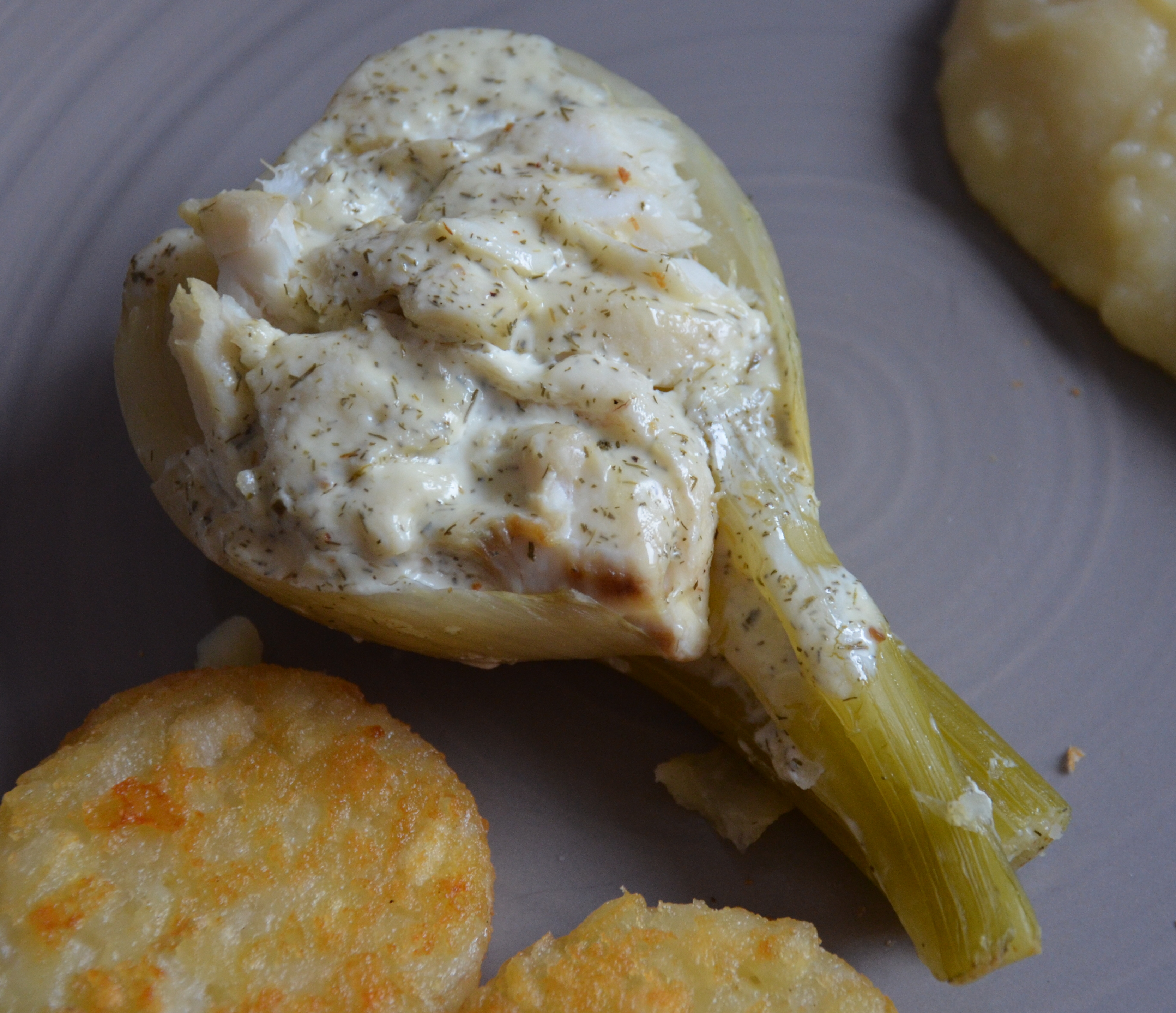
Fenouil farci au cabillaud et crème d'aneth.
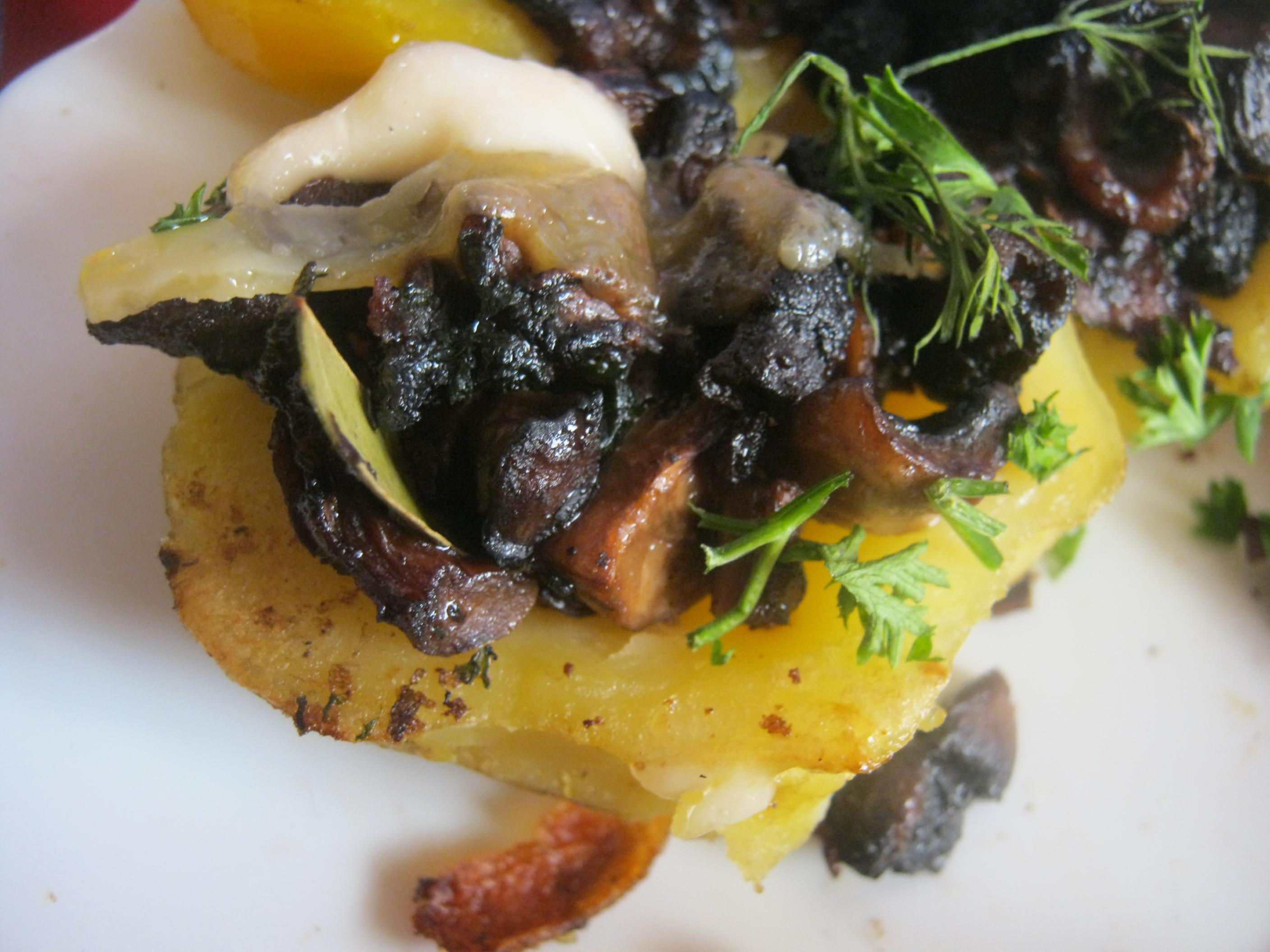
Pomme de terre, champignon.
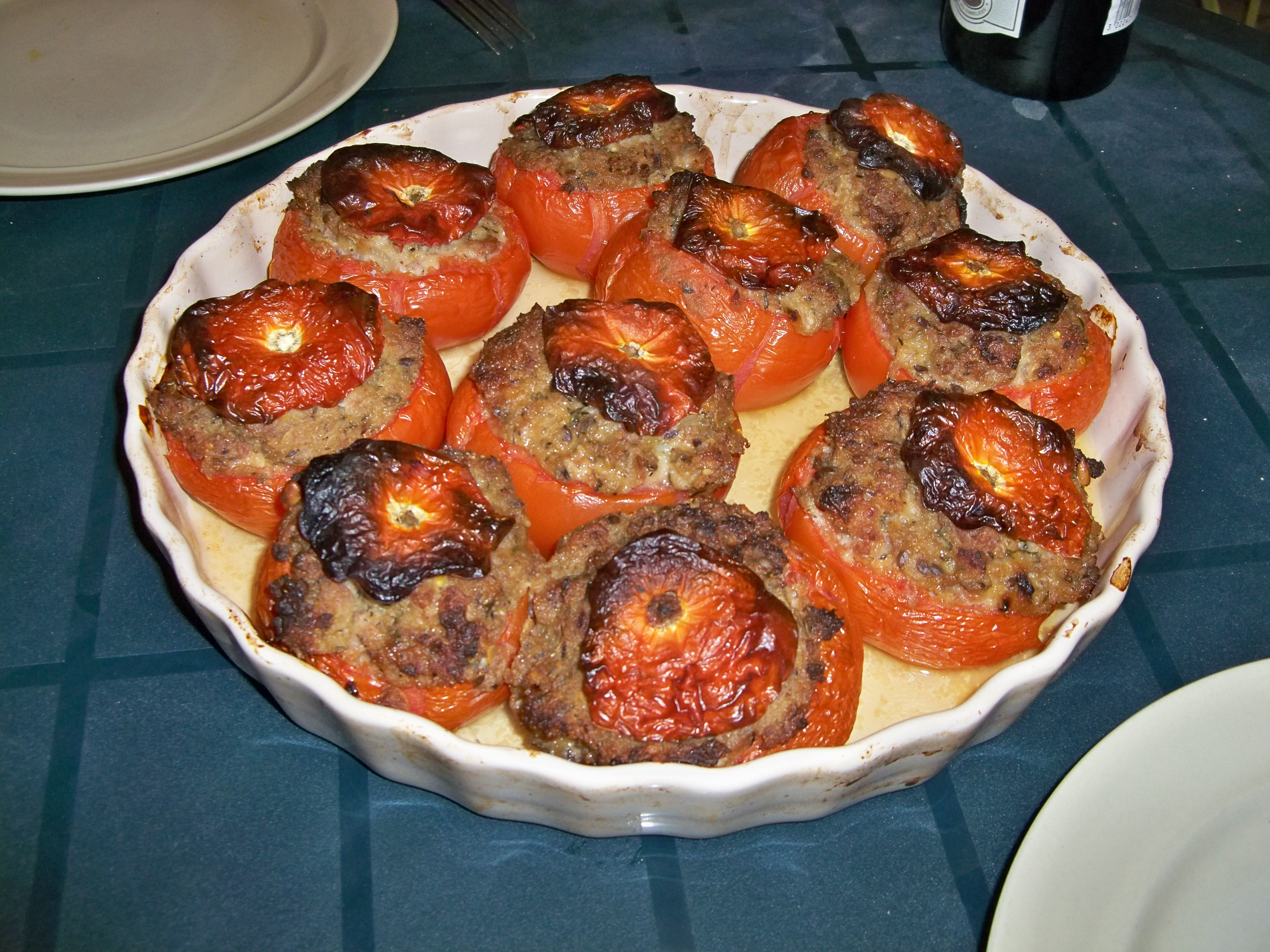
Tomates farcies.
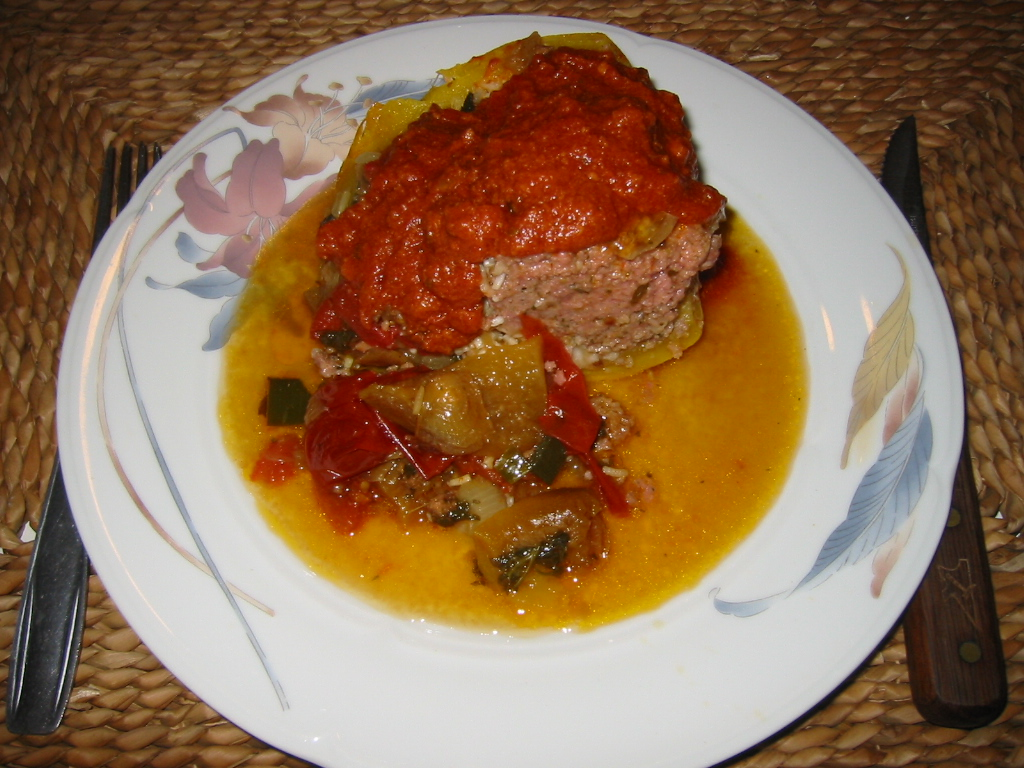
Chou farci, sauce tomate.
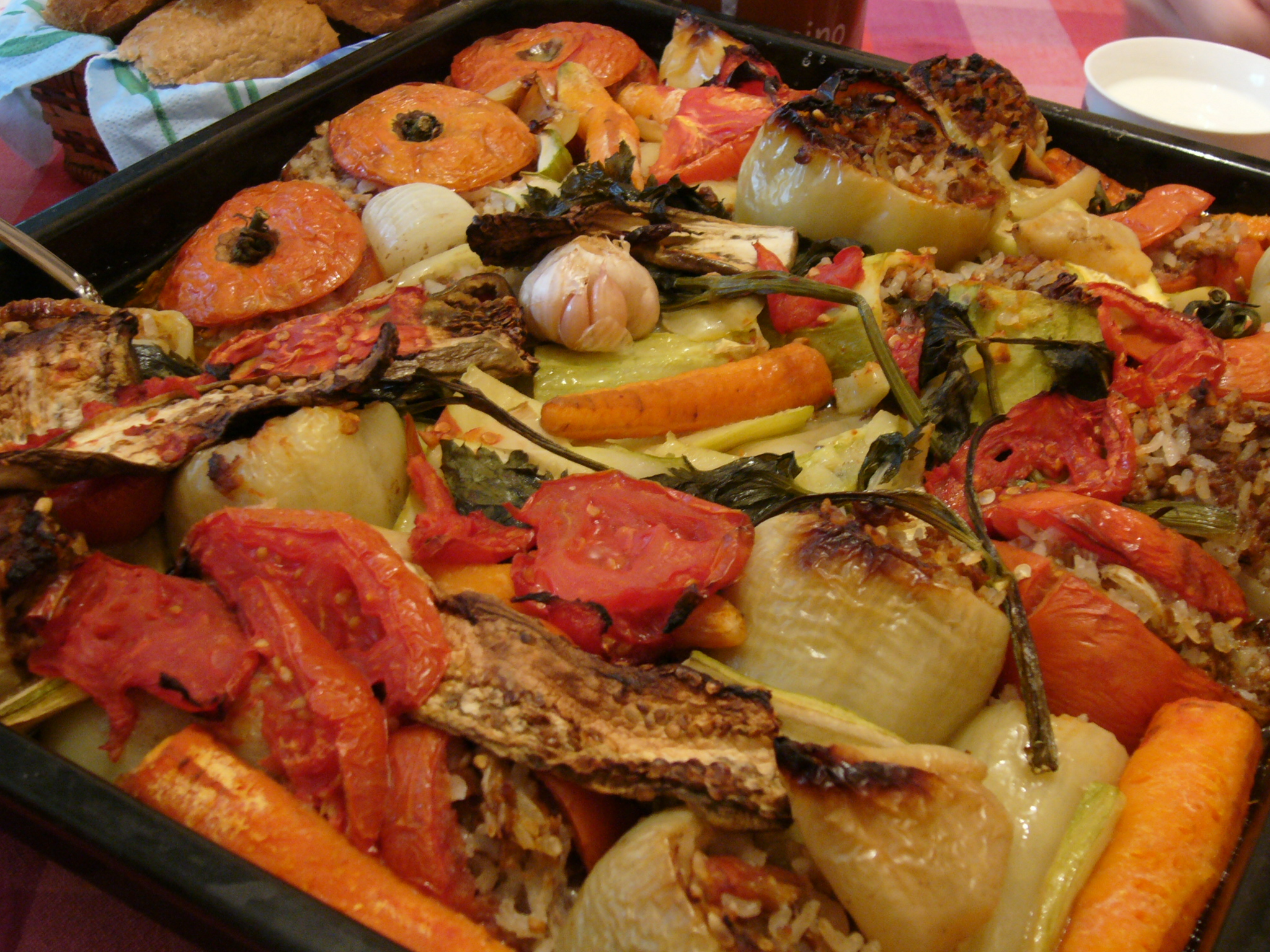
Tomate, aubergine, poivron.

### Petits farcis niçois
Les petits farcis niçois de la cuisine niçoise sont réalisés avec des variétés de tomates, poivrons, courgettes, aubergines, de petite taille.

### Fleurs et feuilles
Les légumes farcis peuvent être déclinés en recette de petits farcis à base de feuille de vigne (sarma ou dolma), ou fleurs de courgette, ou de potiron (cuisine des fleurs).

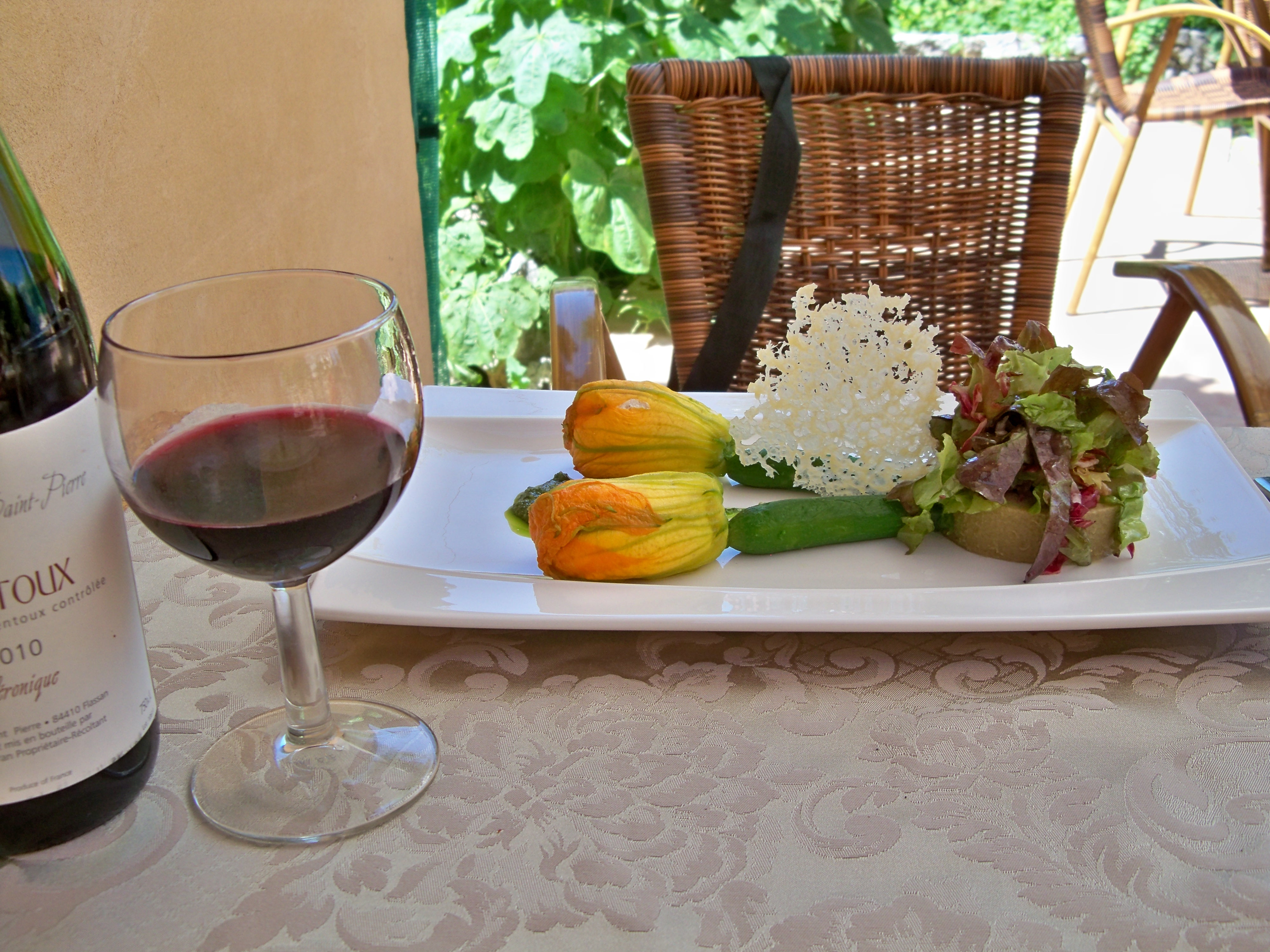
Fleurs de courgette farcies à la brandade de morue (cuisine des fleurs).
Feuille de vigne (sarma ou dolma).
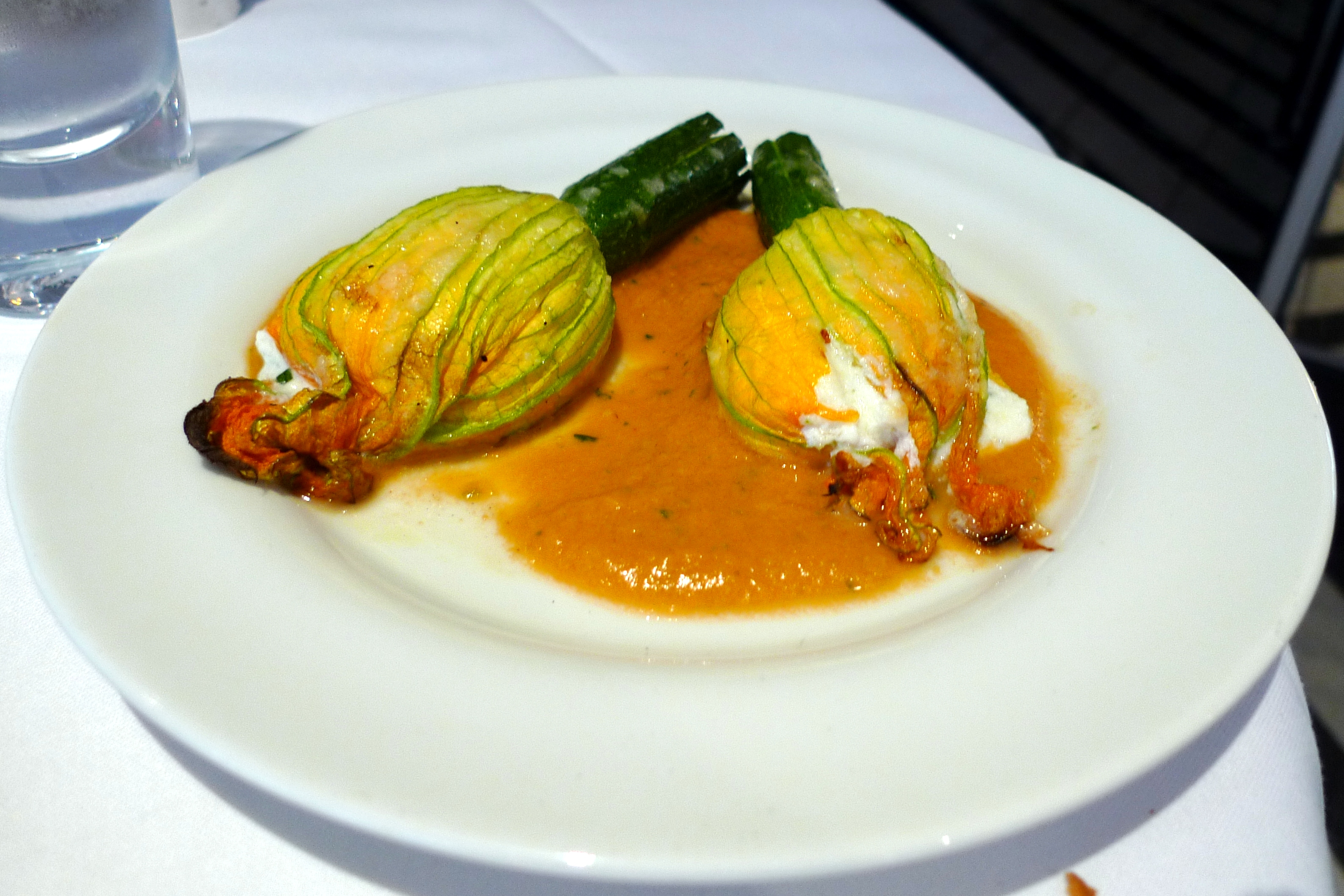
Fleurs de courgette.
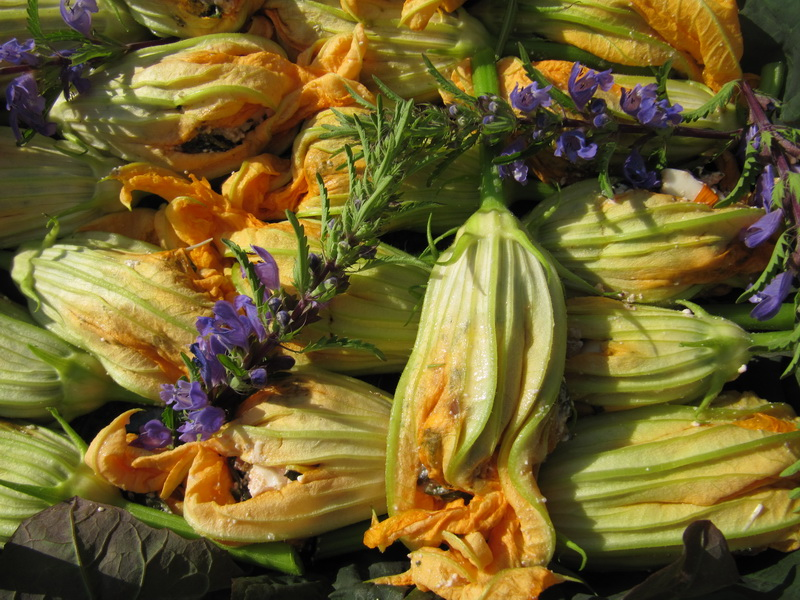
Fleurs de courgette.
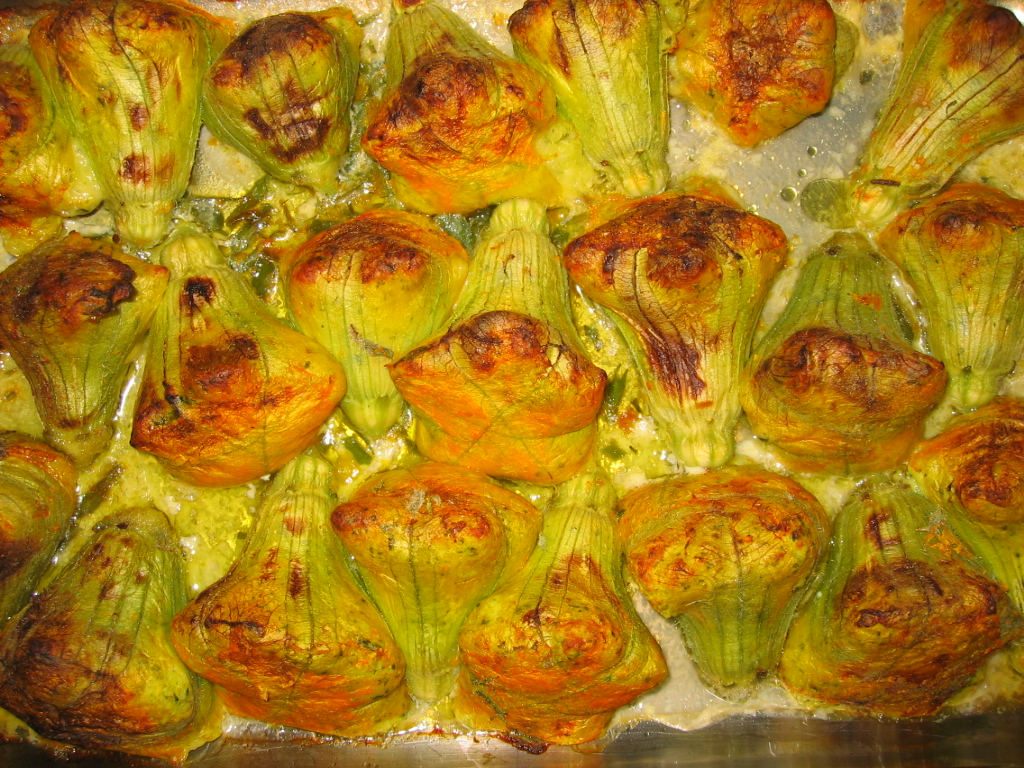
Fleurs de potiron.

Andrée Maureau décrit ce mets comme « aussi somptueux pour les yeux que pour la bouche ». Les fleurs peuvent être farcies de quatre façons : la première avec une farce faite à base de chair à saucisse (ou de viande hachée), mêlée à du pain rassis trempé dans du lait ; la deuxième peut être réalisée à base de ratatouille ou de bohémienne ; la troisième avec de la brousse et de la menthe, tandis que la quatrième est composée de courgettes râpées et d'ail.

## Accord mets et vin
Les farcis sont traditionnellement accompagnés de vins du vignoble de Provence. Soit d'un vin rosé, tel que coteaux-d'aix-en-provence, pierrevert (AOC), coteaux-varois-en-provence ou vin de pays de la Principauté d'Orange, soit d'un vin rouge, comme le côtes-de-provence, côtes-du-rhône (AOC), ventoux (AOC), vinsobres (AOC), gigondas (AOC) ou vacqueyras (AOC), ou d'un vin blanc comme le bandol (AOC), bellet (AOC), cassis (AOC) ou palette (AOC).